# یونس علیوی
یونس علیوی (عربی: يونس عليوي العنزي؛ زادهٔ ۲۶ ژانویهٔ ۱۹۹۰) یک بازیکن فوتبال اهل عربستان سعودی است.
از باشگاه‌هایی که در آن بازی کرده‌است می‌توان به الرائد عربستان، الهلال عربستان، و الشعله عربستان اشاره کرد.